# 馴馬城
馴馬城（なれうまじょう/なれんまじょう）は、茨城県龍ケ崎市にあった日本の城。1940年（昭和15年）4月5日付け茨城県指定史跡。

## 概要
南北朝時代初期から常陸国河内郡の南朝拠点として築城された。歴代の城主は不明であるが、南朝方の武将が就任していたと推測される。古文書文献には暦応4年/興国2年（1341年）「河内郡馴馬楯引退」と記されていて北朝である足利氏から攻撃されている。康永3年/興国5年（1344年）には近隣を治めていた小田氏・東条氏は高師冬の攻撃によって北朝方に制圧された。その動向を危惧した南朝方の春日顕国は各地に潜伏して北朝の攻撃から逃れた後に馴馬城を占拠して籠城したが、笠間宍戸荘の宍戸朝里の攻撃によって落城した。遺構は谷状の空堀・曲輪・土塁が残っている。1940年（昭和15年）4月5日に馴馬城阯として茨城県指定史跡に指定された。

## 所在していた場所
- 常陸国河内郡馴馬 (現・茨城県龍ケ崎市馴馬町)